# Leucobryum humillimum
Leucobryum humillimum là một loài Rêu trong họ Dicranaceae. Loài này được Cardot mô tả khoa học đầu tiên năm 1901.